# Space Adventures
Space Adventures, Ltd. — компания космического туризма, которая предоставляет доступ частным лицам в космическое пространство.

## История
Компания Space Adventures была основана в 1998 году в городе Виенна (Виргиния, США). Деятельность компании в области «космического туризма» началась с предложений частным гражданам выполнить полёт на российских реактивных истребителях или совершить полёт на невесомость на летающей лаборатории «Ил-76К» (самолёт для подготовки лётчиков-космонавтов).
В 2001 году Деннис Тито стал первым космическим туристом в мире, заплатив за это двадцать миллионов долларов. Запущен к МКС 28 апреля 2001 года на КК "Союз ТМ-32".
В 2002 году Марк Шаттлворт  стал вторым космическим туристом. Провёл 10 дней в космосе. Запуск на КК "Союз ТМ-34" 25 апреля 2002 года.
11 октября 2005 года американец Грегори Олсен стал третьим туристом.
В 2005 году Роскосмос и Space Adventures подписали меморандум о намерениях по подбору инвесторов и космонавтов-непрофессионалов по реализации коммерческого проекта по облёту Луны, предложенному РКК «Энергия». Space Adventures получает эксклюзивные права по маркетингу, РКК «Энергия» получает право на техническое исполнение данного проекта. Полёты планируется осуществлять на доработанном корабле «Союз». Реализация проекта предполагается в ближайшие пять лет.
В 2006 году Ануше Ансари стала четвёртой (и первой среди женщин) космическим туристом. Запуск на КК "Союз ТМА-9" 18 сентября 2006 года с космодрома Байконур, Казахстан. Во время своего восьмидневного пребывания на борту Международной Космической Станции, Ансари провела четыре эксперимента для Европейского Космического агентства.
Пятым космическим туристом стал Чарльз Симони 21 апреля 2007 года.
12 октября 2008 Ричард Гэрриот стал шестым туристом.
В 2009 году Чарльз Симони вновь полетел в космос став седьмым туристом.
Ги Лалеберте стал восьмым космическим туристом 30 сентября 2009.
26 сентября 2021 года глава российского представительства Space Adventures Сергей Костенко сообщил в ходе лекции "Уроки космоса с Фёдором Юрчихиным" на ВДНХ, что стоимость туристического полёта на космическом корабле "Союз" составляет около 50 млн долларов; начало полётов кораблей Crew Dragon с туристами не сказалось на стоимости полёта на "Союзе". Костенко также отметил, что один из потенциальных космических туристов выбрал "Союз", а не корабль Илона Маска Crew Dragon из-за надёжности отечественной космической техники. Кроме того, Space Adventures ведёт переговоры с потенциальными космическими туристами, которые готовы полететь на МКС на "Союзе" и выйти в открытый космос. Полёт планируется на 2023 или 2024 год, космический турист во время выхода в открытый космос будет использовать скафандр, который уже находится на МКС. Удорожание стоимости полёта при этом вырастет на несколько млн долларов, эта сумма покроет объективные затраты, которые возникнут, в том числе стоимость эксплуатации ресурса скафандра.